# PecoDeRubo OrkestrO
PecoDeRubo OrkestrO（ペコデルボ　オルケストロ）は、映画監督、アコーディオン奏者でもある坪川拓史・山川ジョルノ・窪田健策の三人によるトリオ。
ペコデルボとはエスペラント語でポンコツ、やガラクタの意。

## メンバー
|                                    | プロフィール                           |
| ---------------------------------- | -------------------------------------- |
| 坪川拓史 （つぼかわ たくし）       | 1972年2月25日（53歳）北海道長万部出身  |
| 山川ジョルノ （やまかわ じょるの） | 1987年12月10日（37歳）北海道旭川市出身 |
| 窪田健策 （くぼた けんさく）       | 1977年10月7日（47歳）北海道深川市出身  |

## 活動内容
映画監督である坪川拓史が北海道で結成。
アコーディオン、バイオリン、ギター、調律の狂ったトイピアノや、空き瓶、ゴミ箱、テルミンなど多彩な楽器を使用。

## ライブ、コンサート
- 2014年9月28日[1]　北海道室蘭　霧笛楼
- 2014年10月5日　北海道室蘭　霧笛楼　ゲスト　穂高亜希子
- 2014年11月30日　北海道東室蘭　ナニナニ製菓